# Acrocercops tetracrena
Acrocercops tetracrena är en fjärilsart som beskrevs av Edward Meyrick 1908. Acrocercops tetracrena ingår i släktet Acrocercops och familjen styltmalar.
Artens utbredningsområde är Sri Lanka. Inga underarter finns listade i Catalogue of Life.